# مگی لوبشر
ماریا ماخدالینا لوبشر( به آفریکانس: Maria Magdalena Laubser, ‎/laʊbˈʃæ/‎؛ ۱۴ آوریل ۱۸۸۶– ۱۷ مه ۱۹۷۳) نقاش و چاپگر اهل آفریقای جنوبی بود. وی به‌طور کلی در کنار ایرما استرن، به‌عنوان فردی شناخته می‌شود که اکسپرسیونیسم را به آفریقای جنوبی معرفی کرد. آثار او در ابتدا با تمسخر منتقدان روبه‌رو شد؛ اما با گذشت زمان، مورد پذیرش گسترده قرار گرفت و وی اکنون به‌عنوان یکی از هنرمندان برجسته و نمونهٔ آفریقای جنوبی شناخته می‌شود.

## اوایل زندگی و تحصیل
ماریا ماخدالینا لوبشر در مزرعهٔ گندم بلابلومیکیسکلوف، نزدیک مامزبری در سوارتلند، یکی از مناطق کشاورزی پربار آفریقای جنوبی، متولد شد. او بزرگ‌ترین فرزند از شش فرزند خرهاردس پیترس کریستین لوبشر و یوهانا کاتارینا لوبشر (زادنام هولم) بود. دوران کودکی لوبشر، تحت تأثیر زندگی روستایی و شبانی بود و او از این زندگی بی‌دغدغه لذت می‌برد.

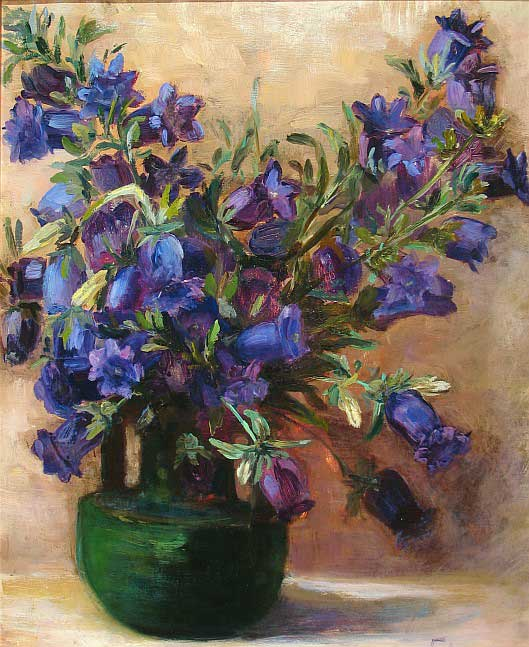
طبیعت بی‌جان: گل‌هایی در گلدان (۱۹۰۹–۱۹۱۳), رنگ روغن روی بوم، ۵۲۰ × ۴۲۰ میلی‌متر، مجموعهٔ هنری سانلام

لوبشر پس از تحصیل در مدرسهٔ روستایی راکلندز، به مدرسهٔ شبانه‌روزی بلومهوف سیمینارای، استلنبوش رفت. او در آنجا برای نخستین بار با هنر طراحی آشنا شد. لوبشر در سال ۱۹۰۱ به مزرعه بازگشت و در یکی از سفرهایش به کیپ‌تاون، با بئاتریس هیزل، نقاش سبک رمانتیسم واقع‌گرا، آشنا شد. هیزل او را به ادوارد روورت معرفی کرد و این دیدار، انگیزهٔ لوبشر را برای یادگیری نقاشی بیشتر کرد.
در ۱۹۰۳، لوبشر والدینش را متقاعد کرد که هفته‌ای یک‌بار برای کلاس‌های آواز به کیپ‌تاون برود. سختی سفر و نظر منفی مادرش دربارهٔ صدای متزوسوپرانوی او باعث دلسردی‌اش شد؛ با این حال، در همین دوره بود که او به‌صورت مستقل شروع به نقاشی کرد.
لوبشر در ۱۹۰۳، به مدت دو ماه در کیپ‌تاون نزد روورت نقاشی آموخت و در این مدت برای آثارش یک مدال نقره دریافت کرد. تا ۱۹۰۷، مهارت او به حدی رسید که به عضویت انجمن هنرمندان آفریقای جنوبی (اس‌ای‌اس‌ای) پذیرفته شد. در ۱۹۰۹، آثارش در نمایشگاه سالانهٔ اس‌ای‌اس‌ای و انجمن هنرهای زیبای کیپ‌تاون به نمایش درآمد. تا سال ۱۹۱۰، لوبشر استودیوی شخصی خود را در خیابان استرند، کیپ‌تاون، راه‌اندازی کرده بود.
در سال ۱۹۱۲، لوبشر در سفری به پرتوریا برای دیدار با خواهرزاده‌اش، خرت کوتسی، به‌عنوان معلم سرخانه در مزرعه‌ای متعلق به خانوادهٔ وولمارانس در بخش ارملو، ترانسفال، مشغول به کار شد. او در این مزرعه علاوه بر تدریس، هنر و سوزن‌کاری نیز آموزش می‌داد. در تعطیلاتی که به همراه دوستش، سوفی فیشر، در دوربان سپری می‌کرد، با یان هندریک آرنولد بالوی (کنسول هلند در دوربان ۱۹۰۳–۱۹۱۳)، صاحب یک خط کشتیرانی، آشنا شد. او پیشنهاد داد که هزینهٔ تحصیل ماریا و خواهرش، هانا را در خارج از کشور تأمین کند.

### هلند و انگلستان
لوبشر و خواهرش در ۴ اکتبر ۱۹۱۳ راهی اروپا شدند و در ابتدا در یک اقامتگاه هنرمندان در لارن، در منطقه‌ای به نام خویی زندگی کردند. وی در آنجا با ایتا میس، پیانیست کنسرت، و فردریک فان ایدن، نویسنده و شاعر، آشنا شد. همچنین با دو نقاش، لورا نایت و فرانس لانخولت، دوستی برقرار کرد. آنتون ماوه (۱۸۳۸–۱۸۸۸)، که تأثیر زیادی بر ونسان ون گوگ داشت، در سال‌های پایانی زندگی‌اش در لارن زندگی می‌کرد. لوبشر در استودیویی که او در آنجا تأسیس کرده بود کار می‌کرد.
با آغاز جنگ جهانی اول، لوبشر به لندن رفت. او در ابتدا در هانتینگدونشر اقامت داشت و سپس در اکتبر ۱۹۱۴ به یک هتل در لندن نقل مکان کرد و در مدرسهٔ هنر اسلید برای دوره‌ای از اکتبر ۱۹۱۴ تا مارس ۱۹۱۹ ثبت‌نام کرد. در آنجا هنری تانکس، والتر وستلی راسل و امبروز مک‌اووی به او طراحی آموختند و فیلیپ ویلسون استیر در زمینهٔ نقاشی به او درس می‌داد. به نظر می‌رسد که او در طول دوران تحصیلش در اسلید هرگز نقاشی نکرد و تمرکز خود را بر تک‌چهره‌نگاری و مطالعات فیگور گذاشت. لوبشر در سال ۱۹۱۵ برای مدت کوتاهی به آفریقای جنوبی بازگشت تا از مزرعهٔ جدید خانوادگی در اورتمانسپُست، نزدیک کلیپهیول در استان کیپ دیدن کند و پس از پایان تحصیلاتش، در مارس ۱۹۱۹ دوباره به آفریقای جنوبی بازگشت.

## اوایل حرفه و سفرها

### بلژیک، ژوئن ۱۹۱۹ تا سپتامبر ۱۹۲۰
لوبشر در ۶ ژوئن ۱۹۱۹ لندن را به مقصد بلژیک ترک کرد و در آنتورپ و ویلای چنس در ناختخالن لی در شوتان اقامت گزید. او با آرنولد بالوی، پسر حامی مالی‌اش، که در آکادمی تحصیل می‌کرد، دوست شد. به نظر می‌رسد که لوبشر گاهی به‌عنوان دانشجوی مهمان همراه بالوی در کلاس‌ها شرکت می‌کرده است، زیرا چندین پیش‌طرح برهنه که در این دوره کشیده شده، از وی به جا مانده است. همچنین شواهدی وجود دارد که نشان می‌دهد او در سال ۱۹۱۹، طی اقامتی در مونیخ، با هنر گروه‌های دی بروکه و سوارکار آبی آشنایی یافته است.

### ایتالیا، اکتبر ۱۹۲۰ تا اوت ۱۹۲۱

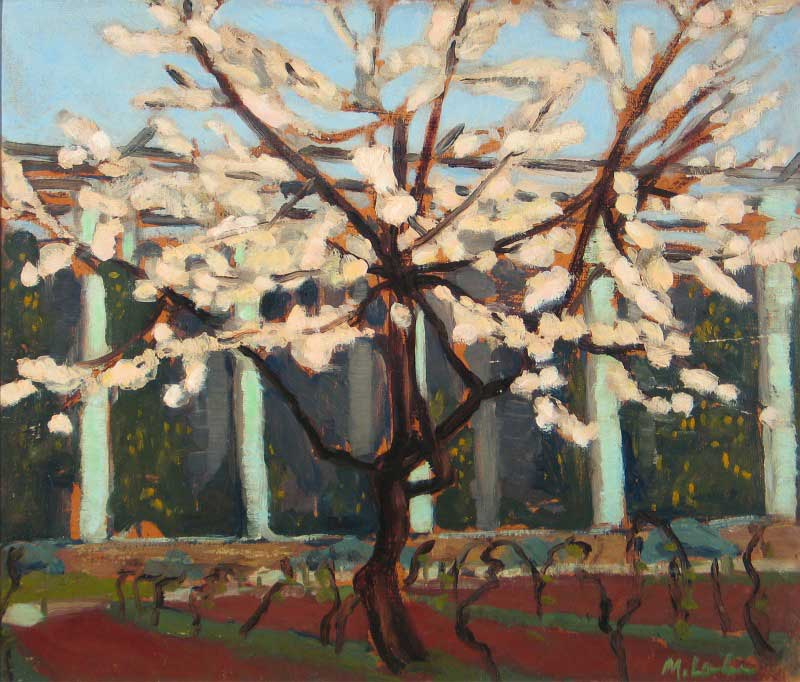
درخت شکوفه صورتی، (۱۹۲۰–۱۹۲۱)، رنگ روغن روی کارتن، ۳۴۰ × ۴۰۰ میلی‌متر، مجموعهٔ هنری سانلام

لوبشر در اوت/سپتامبر ۱۹۲۰ همراه با بالوی به ایتالیا سفر کرد و در توری دل بناکو و سن ویجیلیو در کنار دریاچهٔ گاردا زندگی و کار کرد. در طول این مدت، آن‌ها از حمایت مالی پدر بالوی برخوردار بودند که به آن‌ها آزادی می‌داد که به‌جای فروش آثار، روی نقاشی‌هایی برای نمایشگاه‌های احتمالی کار کنند. تعداد زیادی از آثار امضاشده و تاریخ‌دار از این دوره، تا حدودی این موضوع را پشتیبانی می‌کند.
یان بالوی در اواخر سال ۱۹۲۰ بیمار شده بود و آرنولد بالوی و لوبشر در اواسط آوریل ۱۹۲۱ او را به باد کیسینگن همراهی کردند. وی در آوریل یا مه همان سال در آنجا درگذشت. پس از مرگ بالوی، لوبشر به ونیز سفر کرد و از کاخ دوک بازدید کرد (ژوئن/ژوئیه ۱۹۲۱)، سپس به میلان رفت و در ۱۸ اوت ۱۹۲۱ به آلمان بازگشت. در ۱۹ سپتامبر ۱۹۲۱، وی با یونیون-کستل لاین وارد کیپ‌تاون شد.

### آلمان، نوامبر ۱۹۲۲ تا نوامبر ۱۹۲۴

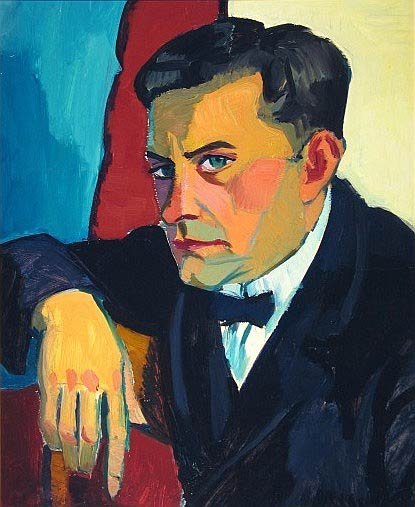
پرترهٔ یک مرد، برلین، (در حدود ۱۹۲۳)، رنگ روغن روی تخته، ۵۹۵ × ۴۷۵ میلی‌متر

لوبشر در ۱۶ نوامبر ۱۹۲۲، روادیدی از کنسولگری آلمان در کیپ‌تاون دریافت کرد و ۱ ژانویه ۱۹۲۳ در خیابان کورفورستندام ۴۰، برلین، مستقر شد. ظاهراً تا ۲۳ ژانویه ۱۹۲۳، آدرس وی به کورفورستندام ۴۳ تغییر کرده بود. لوبشر، ایرما استرن را پیدا کرد و در ژوئیه ۱۹۲۳، همراه با او به سفری سه‌هفته‌ای به اهرنشوپ در دریای بالتیک رفت. او سپس سفرهایی به وایمار و بایرن داشت. لوبشر پس از نقل مکان از کالکرویتشتراسه ۵ به اقامتگاهی در خیابان فون در هایت ۱، در جنوب تیرگاردن، که با کمک دوستش کیت مدلر فراهم کرده بود، در زندگی فرهنگی برلین مستقر شد. او با اعضای هیئت دیپلماتیک ملاقات کرد، پرتره‌هایی کشید و در کنسرت‌های موسیقی شرکت کرد. لوبشر همچنین با دو پیانیست به نام‌های ویلیام بوش و اتو گلور، دوستی برقرار کرد.
لوبشر میان سال‌های ۱۹۲۲ تا ۱۹۲۴ در برلین با اکسپرسیونیسم آلمانی آشنا شد و مورد تشویق کارل اشمیت-روتلوف قرار گرفت. آثار امیل نولده، ماکس پشتاین، فرانتس مارک و اریش واسکه در دسترس لوبشر بود و به او در جهت‌دهی به اهداف هنری‌اش کمک کرد. لوبشر، فرانتس مارک از گروه سوارکار آبی و همچنین نولده، اشمیت-روتلوف و پشتاین از گروه دی بروکه را برای شخصیت خود مهم می‌دانست، هرچند مدعی بود که تحت تأثیر مستقیم آن‌ها قرار نگرفته است. با این حال، میزان این تأثیر از این جهت مشهود است که او در این دوران بیشترین نزدیکی را به سبک اکسپرسیونیسم آلمانی داشت و مجموعه‌ای از ده سنگ‌نگاره به نام رؤیاها خلق کرد. در این دوره، لوبشر پرتره‌هایی کشید که با سبک فوویسم سازگار بود؛ این امر را می‌توان در انتخاب رنگ و رنگ‌های پاستلی در منظره‌نگاری‌هایش مشاهده کرد. با گذر زمان، تأثیرات هنری او در آثارش نمایان‌تر شد شیوهٔ قلم‌موکاری و انتخاب رنگ‌هایش پرشورتر شد و از کارهای اولیه‌اش فاصله گرفت. او شروع به استفاده از ویژگی‌های زاویه‌دار و اشکال رنگی در نقاشی‌های چشم‌انداز و پرتره‌هایش کرد.
در ۱۴ اوت ۱۹۲۴، لوبشر با شرکت برادران الیسون در لندن هماهنگ کرد تا نقاشی‌هایش را به آفریقای جنوبی ارسال کنند.

## ورود به صحنهٔ هنری آفریقای جنوبی و بازخورد منتقدان

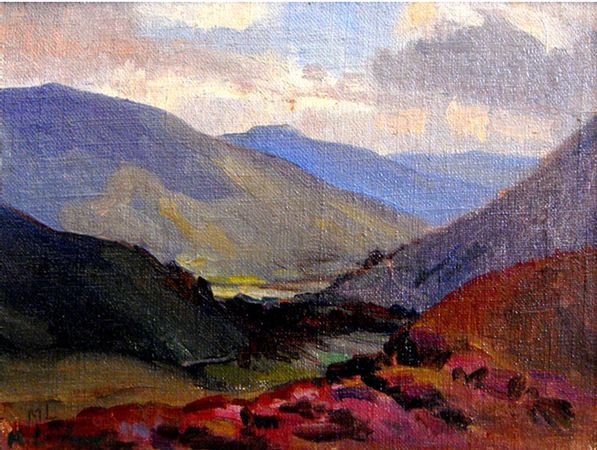
بلابلومیکیسکلوف، رنگ روغن روی بوم بر تخته، ۲۷۰ × ۳۶۵ میلی‌متر

در نوامبر ۱۹۲۴، لوبشر به آفریقای جنوبی بازگشت و در مزرعهٔ خانوادگی‌شان، اورتمانسپُست، ساکن شد. او با مجسمه‌ساز، مؤسس کوتلر و کاریکاتوریست، دی. سی. بونزایر آشنا شد. بونزایر او را به پسرش گرگوار، یکی از اعضای بنیان‌گذار گروه هنری نیو گروپ، معرفی کرد. لوبشر همچنین دوستی خود را با نقاشان، روث پراوز و نیتا اسپیلهاوس، از سر گرفت.
از لوبشر دعوت شد که در کیپ‌تاون نمایشگاهی برگزار کند، اما این تجربه برایش بسیار ناامیدکننده بود. آثارش، مانند آثار ایرما استرن، با انتقادات شدیدی روبه‌رو شد. یکی از منتقدان سرسخت او، برنارد لوئیس از روزنامه‌های دی برگر و کیپ تایمز بود که در سال ۱۹۳۱، دربارهٔ یکی از آثارش در یک نمایشگاه گروهی چنین نوشت:
«آیا در سراسر آفریقای جنوبی، انسان عادی و عاقلی پیدا می‌شود که بتواند آن را به‌عنوان یک اثر هنری قدردانی کند، که بتواند از آن به‌عنوان یک نگاره لذت ببرد… آن چیزی را که مگی لوبشر فرستاده است؟»  —برنارد لوئیس
در آوریل ۱۹۲۹، لوبشر با پی. سرتون و همسرش، همچنین ای.سی. سلیرس و کوس بوتا آشنا شد. همهٔ آن‌ها او را تشویق کردند که یک نمایشگاه انفرادی برگزار کند. نخستین نمایشگاه انفرادی او با حمایت ای.سی. بومان و کن د فیلیه در استلنبوش برگزار شد. در همین دوره، او با مارتین دی توی آشنا شد که بعدها به یکی از حامیان پرشور او تبدیل شد و اولین نمایشگاهش را در ترانسفال در سال ۱۹۳۱ سازمان‌دهی کرد.

## نمایشگاه امپایر، ژوهانسبورگ، ۱۹۳۶
در ۳ مه ۱۹۳۶، پدر لوبشر درگذشت و مزرعهٔ را برای برادرش به ارث گذاشت و یک صندوق امانی برای مادرش تأسیس کرد. لوبشر پس از درگذشت مادرش در ۲۰ نوامبر ۱۹۳۶، باقی‌ماندهٔ این صندوق امانی را به ارث برد.
با وجود برخورد تند مطبوعات با او، لوبشر بدون آنکه والدینش شاهد این موفقیت باشند، به عنوان عضو هیئت انتخاب نمایشگاه معتبر بریتیش امپایر برگزیده شد که ام.ال. دی توی مسئول برگزاری آن بود. این نمایشگاه که هر چهار سال یک‌بار برگزار می‌شد، در سال ۱۹۳۶ در پارک میلنر، ژوهانسبورگ برگزار گردید و نمایانگر بهترین دستاوردهای آفریقای جنوبی بود. در همین نمایشگاه، لوبشر با الکسیس پرلر آشنا شد؛ هنرمندی که در نمایشگاه نخست نیو گروپ در ۴ مه ۱۹۳۸، خشم منتقدان را به‌خاطر آثارش برانگیخت. لوبشر نیز یکی از اعضای نیو گروپ بود و در نمایشگاه ۱۹۳۸ حضور داشت.

## سال‌های پایانی و میراث

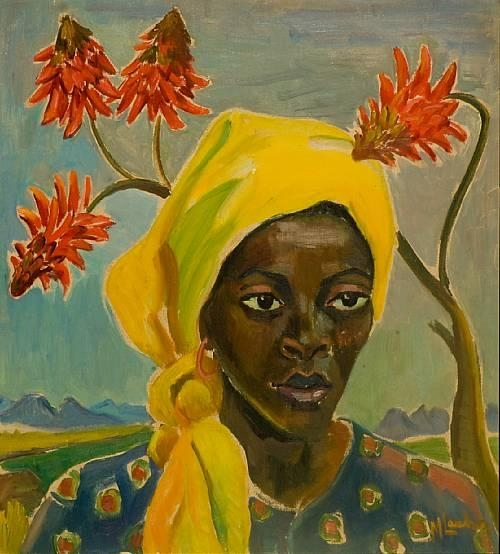
آنی از رویال بافوکنگ، ۱۹۴۵

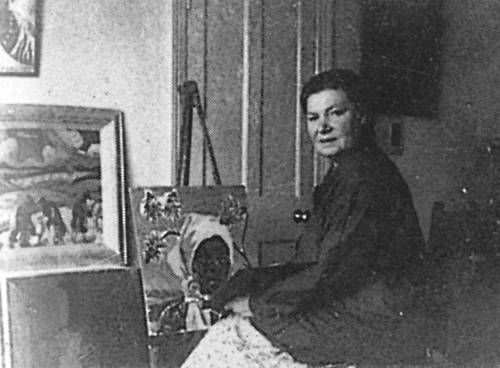
لوبشر با آنی از رویال بافوکنگ در ۱۹۴۵

لوبشر از اوایل سال ۱۹۰۰ فعالیت داشت و بدون وقفه تا زمان مرگش در سال ۱۹۷۳ به کار خود ادامه داد. کاتالوگ رزونه آثار او که توسط دالینه ماری گردآوری شده، شامل ۱۷۸۴ اثر فردی است. سبک غالب آثار او توسط بسیاری از نویسندگان اکسپرسیونیستی تلقی می‌شود، اما عناصر قابل شناسایی از فوویسم نیز در آن‌ها دیده می‌شود؛ همچنین نوعی پاستورالیسم که تفاوت‌هایی با نمونه‌های اکسپرسیونیست آلمانی که لوبشر با آن‌ها آشنا شده بود، دارد.
پس از مرگ والدینش، لوبشر در سال ۱۹۳۷ در کیپ‌تاون ساکن شد و استودیویی در تری آنخر بی گرفت. در ۱۹۴۲ به استرند نقل مکان کرد و در ۱۹۴۷ کلبه‌ای به نام آلتاید لخ (همیشه روشن) ساخت. در ۲۸ مه ۱۹۴۶، پروفسور پی.جی. نینابر اعلام کرد که لوبشر مدال افتخاری فرهنگستان هنر و علوم را دریافت خواهد کرد. در ۱۹۴۵، او تابلوی آنی از رویال بافوکنگ را نقاشی کرد. در ۱۹۴۷، جایزهٔ اسکار برای نقاشی را از روزنامهٔ دی فادرلند دریافت کرد. در ۱۹۴۸، عضویت آکادمی هنر و علوم آفریقای جنوبی به او و شاعر الیزابت ایبرس اعطا شد. لوبشر همچنان به نقاشی و تکامل سبک خود ادامه داد و در سال ۱۹۵۹ به عضویت افتخاری آکادمی هنر و علوم درآمد. انجمن هنرهای آفریقای جنوبی نیز در سال ۱۹۶۸ با مدالی که پروفسور آ.ال. میرینگ به او اهدا کرد، از او تقدیر نمود.
نگارخانهٔ ملی آفریقای جنوبی و موزه هنر پرتوریا در سال ۱۹۶۹ به‌طور مشترک یک نمایشگاه بزرگ مرور بر آثار لوبشر برگزار کردند. این نمایشگاه در سال ۱۹۸۷ با نمایشگاهی برای مرور بر آثار اولیهٔ او در نگارخانهٔ ملی آفریقای جنوبی دنبال شد که از ۲ دسامبر ۱۹۸۷ تا ۳۱ ژانویه ۱۹۸۸ ادامه داشت.
مگی لوبشر در ۱۷ مه ۱۹۷۳ در آلتاید لخ درگذشت. روی سه‌پایهٔ نقاشی وی همچنان یک بوم ناتمام باقی مانده بود.

## مجموعه‌های مهم
آثار مگی لوبشر در چندین مجموعهٔ مهم نگهداری می‌شوند:
- نگارخانه ملی آفریقای جنوبی، کیپ‌تاون
- نگارخانه هنر ژوهانسبورگ، ژوهانسبورگ
- موزه هنر پرتوریا، پرتوریا
- نگارخانه هنر دوربان، دوربان
- نگارخانه اِی. سی. وایت، بلومفونتن
- موزه هنر هستر روپرت، خراف رینت
- موزه روپرت، استلنبوش
- نگارخانه هنر ویلیام هامفریز، کیمبرلی
- مجموعه هنر سانلام، کیپ‌تاون

## واژه‌نامه
1. ↑  Bloublommetjieskloof
2. ↑  Gerhardus Petrus Christiaan Laubser
3. ↑  Johanna Catharina Laubser
4. ↑  Holm
5. ↑  Rocklands
6. ↑  Bloemhof Seminary
7. ↑  Beatrice Hazel
8. ↑  Gert Coetzee
9. ↑  Wolmarans
10. ↑  Sophie Fisher
11. ↑  Jan Hendrik Arnold Balwé
12. ↑  Ita Mees
13. ↑  Oortmanspost
14. ↑  Klipheuwel
15. ↑  Nachtigalen Lei
16. ↑  Arnold Balwé
17. ↑  Kalckreuthstrasse
18. ↑  Von der Heydt
19. ↑  Visionen
20. ↑  Allison Bros
21. ↑  Oortmanspost
22. ↑  Bernard Lewis
23. ↑  Die Burger
24. ↑  The Cape Times
25. ↑  P. Serton
26. ↑  A. C. Celliers
27. ↑  Koos Botha
28. ↑  A. C. Bouman
29. ↑  Con de Villiers
30. ↑  Martin du Toit
31. ↑  Altyd Lig
32. ↑  P. J. Nienaber
33. ↑  Die Vaderland